# لاميون متعرج
لاميون متعرج (الاسم العلمي: Lamium flexuosum) هو نوع من النباتات يتبع جنس اللاميون من الفصيلة الشفوية.